# Vlastimil Školaudy
Vlastimil Školaudy (28. září 1920, Jindřichův Hradec – 23. září 2003, Praha) byl český básník a operní pěvec, autor lyrické i prokomunisticky angažované poezie.

## Život
Pocházel z úřednické rodiny. Od roku 1928 žil v Praze. Po maturitě roku 1939 krátce studoval na Filosofické fakultě Univerzity Karlovy, ale po uzavření českých vysokých škol pracoval jako úředník. V letech 1945–1948 byl redaktorem Rudého práva.
V roce 1946 podepsal prokomunistické „Májové poselství kulturních pracovníků českému lidu!“ publikované před květnovými volbami do Ústavodárného Národního shromáždění. Tento předvolební manifest komunistů podepsalo celkem 843 kulturních pracovníků a komunisté volby vyhráli. Později podepsal prokomunistickou výzvu Kupředu, zpátky ni krok!, jež byla vydána dne 25. února 1948 pro podporu komunistického převratu.
Soukromě vystudoval zpěv a od roku 1949 byl členem opery v Ústí na Labem a operní scény v Opavě. Od roku 1951 působil v operním sboru Národního divadla v Praze.

## Dílo
Jeho společenské a kulturní aktivity i počátky jeho literární činnosti formovala přátelství, která navázal během středoškolského studia s Jiřím Hájkem, Michalem Sedloněm, Vítězslavem Kocourkem a Arno Krausem. Debutoval roku 1945 sbírkou milostné lyriky Žáry, výrazně ovlivněnou dílem Františka Halase. Ve svých dalších básních se projevil jednak jako lyrik smyslového okouzlení přírodou a realitou každodenního života, jednak jako autor politicky angažovaných veršů o revolučních proměnách československé socialistické společnosti.
Choroboplodná ložiska rozehnat insulinem. Koloniální otroky vést věrně za Stalinem. Desinfikovat vědomí od smrdutého bahna. Vytáhnout vlajky na stožár, na gottwaldovská rahna. S průmyslem báňským vyrovnat výrobu živočišnou,
aby i venkov zaplanul standartou pyšnou...
Je třeba (úryvek z básně). Autor: Vlastimil Školaudy

### Básnické sbírky
- Žáry (1945).
- Píseň domova (1948), část sbírky je volně inspirována Karlem Tomanem, část již obsahuje budovatelské verše.
- Dozrávající čas (1948), prolínání erotické smyslovosti s manifestačně pojatým pracovním zanícením budovatele.
- Hlas doby (1950), obdiv k budovatelskému i mírotvornému úsilí celé socialistické části světa.
- Ve jménu života (1953), autor vyzývá k boji proti kapitalismu a imperialismu, rozsévajícímu hlad, bídu a smrt.
- Úsvit (1954), přírodní, milostná a budovatelská lyrika.
- U nás doma (1956), láska k rodnému kraji.
- Zářivý proud (1961), sbírka nebyla kritikou přijata.
- Všechny mé lásky (1971)
- Zazvoň u mých dveří (1977), verše z let 1962–1976
- Otevřený plamen (1980), výbor z dříve vydaných veršů, doplněný básněmi z rukopisů.
- Přes celý obzor (1983)

### Libreta
- Muzikantská Liduška (1949), libreto k operetě Jiřího Julia Fialy na motivy povídky Vítězslava Hálka, společně s Otou Šafránkem.
- Zbojnická balada (1986), libreto k opeře Václava Kašlíka, společně se skladatelem.